# Франсішку Жуніор
Франсішку Жуніор (порт. Francisco Júnior, нар. 18 січня 1992, Бісау) — португальський футболіст, півзахисник клубу «Стремсгодсет».
Виступав, зокрема, за клуб «Евертон», а також національну збірну Гвінеї-Бісау.

## Клубна кар'єра

### Ранні роки
Народився 18 січня 1992 року в місті Бісау. На юнацькому рівні виступав у складі «Бенфіки» (Бісау), його помітили скаути «Порту» та лісабонського «Спортінга», але зрештою він обрав «Бенфіку» (Лісабон). З 2008 року розпочав свої виступи в складі «Бенфіки», уклавши контракт з клубом до 2013 року, при цьому в контракті був пункт, за яким його молодіжний контракт автоматично перетворювався у професіональний.
Жуніор був відданий в оренду «Уніау Лейрія» в 2011 році, але в складі клубу не провів жодного матчу, отож було вирішено, що гравець був тренуватися з «Манчестер Сіті», але «Бенфіку» про це не повідомили. Президент «Бенфіки» Луїш Філіпе Віейра поставив вимогу англійському клубу повернути свого гравця й вислав для цього квиток на літак для повернення Жуніора. Віейра також погрожував «Манчестер Сіті», що повідомить про цей інцидент у ФІФА. Манчестерські ЗМІ повідомили, що в липні 2011 року Жуніор та «Манчестер Сіті» були на судовому розгляді з приводу участі останнього в складі молодіжної команди «Манчестер Сіті» в товариському матчі проти «Олтрінгема». Спортивний агент з Гвінеї-Бісау Катіу Белде та англо-іранський юрист Кіа Джурабчян втрутилися в цю ситуацію й «Манчестер Сіті» змушений був відпустити гравця. Також «Манчестер Сіті» виплатив компенсацію «Бенфіці» в розмірі 1,5 мільйони євро.

### Евертон
В лютому 2012 року на правах вільного агента перейшов до «Евертона». В інтерв'ю вебсайту з Гвінеї-Бісау Bola па Bantaba, Жуніор заявив, що він підписав контракт з Евертоном, тому що «він втомився від тупикової ситуації між Бенфікою і Манчестер Сіті та бізнесменами, які хотіли, щоб заробити більше, ніж повинні отримати». У складі «Ірисок» під керівництвом Девіда Моєса дебютував у програному (0:1) на матчі Кубку Ліги проти «Лідс Юнайтед» на Елланд-роуд; в перерві матчу був замінений на Філа Невілла.
1 вересня 2013 року на правах річної оренди перейшов до клубу нідерландської Ередивізі «Вітессе». Пізніше ця оренда була припиненоа достроково через травму коліна Франсішку, в лютому 2014 року був відправлений у нову, 5-місячну, оренду до клубу норвезького Елітесеріена «Стремсгодсет». Згодом угода по оренді була продовжена ще на 1 місяць і завершилася в серпні того ж року.
У грудні 2014 року почав тренуватися у складі лідера шотландської Прем'єр-ліги клубі «Селтік», яким в той час керував Ронні Дейла, знайомий Франсішку Жуніору за спільною роботою в «Стремсгодсеті». 26 березня 2015 року на правах оренди до завершення сезону 2014/15 років перейшов до представника англійської Першої футбольної ліги «Порт Вейл». Тренер «Лицарів» Роб Пейдж сказав: «Я хотів би подякувати Роберто Мартінес за його допомогу в отримання цієї орендної угоди».
В липні 2015 року він повернувся до складу щойно вилетівшого до англійської Першої футбольної ліги клубу «Віган Атлетік», термін оренди—один місяць. Дебютував за «Віган» 8 серпня в програному (0:2) матчі проти «Ковентрі Сіті» на «Ріко Арені». Його оренда була продовжена до 16 січня після того як головний тренер команди Гері Колдуелл назвав його гру «одкровенням». Однак, він був змушений повернутися до Евертона в грудні для лікування своєї давньої проблеми з пахом.

### Стремсгодсет
В лютому 2016 року підписав 2-річний контракт з клубом норвезького Елітесеріена «Стремсгодсет». Відтоді встиг відіграти за команду з Драммена 24 матчі та відзначився 1 голом в національному чемпіонаті, а клуб за його підсумками посів 8-ме місце.

## Виступи за збірні
2011 року був викликаний до складу юнацької збірної Португалії для участі в товариському турнірі 4-ох команд в Ла-Манзі. Дебютував у матчі проти юнацької збірної Словаччини, замінивши на 73-ій хвилині Рубена Пінту. На юнацькому рівні взяв участь у 3 іграх. Він вийшов на заміну на 55-ій хвилині в матчі проти Норвегії й допоміг Португалії зберегти свій титул після перемоги в фінальному матчі над Швецією. На молодіжному рівні зіграв у 2 офіційних матчах, забив 1 гол. Після переходу з «Бенфіки» він відмовився від виклику до збірної Португалії U-20, натомість в червні 2012 року в інтерв'ю ЗМІ з Гвінеї-Бісау заявив, що має намір захищати кольори збірної саме цієї кар'єри.
В лютому 2012 року отримав свій перший виклик до національної збірної Гвінеї-Бісау на матч кваліфікації до Кубку африканстких націй 2013 проти Камеруну, але дебютувати в збірній так і не зміг, оскільки своє запрошення на цей матч отримав із запізненням. У жовтні 2012 року дебютував за молодіжну збірну Португалії в товариському матчі проти України. 2016 року дебютував в офіційних матчах у складі національної збірної Гвінеї-Бісау.
Басіру Канде викликав його до табору Гвінеї-Бісау для участі в Кубка африканських націй 2017 року в Габоні. 14 січня 2017 року дебютував на турнірі у складі збірної проти Габону (1:1).

## Статистика виступів

### Статистика клубних виступів
| Сезон                  | Клуб                   | Чемпіонат              | Чемпіонат | Чемпіонат | Національний кубок | Національний кубок | Національний кубок | Континентальні кубки | Континентальні кубки | Континентальні кубки | Суперкубок | Суперкубок | Суперкубок | Усього | Усього |
| Сезон                  | Клуб                   | Ліга                   | Ігор      | Голів     | Ліга               | Ігор               | Голів              | Ліга                 | Ігор                 | Голів                | Ліга       | Ігор       | Голів      | Ігор   | Голів  |
| ---------------------- | ---------------------- | ---------------------- | --------- | --------- | ------------------ | ------------------ | ------------------ | -------------------- | -------------------- | -------------------- | ---------- | ---------- | ---------- | ------ | ------ |
| 2012–13                | Евертон                | ПЛ                     | 0         | 0         | КА+КЛ              | 0+1                | 0                  | -                    | -                    | -                    | -          | -          | -          | 1      | 0      |
| 2013-лют. 2014         | Вітессе                | ЕД                     | 2         | 0         | КН                 | 1                  | 1                  | -                    | -                    | -                    | -          | -          | -          | 3      | 1      |
| лют.-сер. 2014         | Стремсгодсет           | КН                     | 12        | 1         | КН                 | 1                  | 0                  | ЛЧ                   | 2                    | 0                    | -          | -          | -          | 15     | 1      |
| бер.-тр. 2015          | Порт Вейл              | ФЛ1                    | 1         | 0         | КА+КЛ+ФЛТ          | -                  | -                  | -                    | -                    | -                    | -          | -          | -          | 1      | 0      |
| 2015-січ. 2016         | Віган Атлетік          | ФЛ1                    | 10        | 1         | КА+КЛ+ФЛТ          | 1+0+1              | 0                  | -                    | -                    | -                    | -          | -          | -          | 12     | 1      |
| 2016                   | Стремсгодсет           | ТЛ                     | 20        | 0         | КН                 | 5                  | 1                  | ЛЄ                   | 2                    | 0                    | -          | -          | -          | 27     | 1      |
| Усього в Стремсгодсеті | Усього в Стремсгодсеті | Усього в Стремсгодсеті | 32        | 1         |                    | 6                  | 1                  |                      | 4                    | 0                    |            | -          | -          | 42     | 2      |
| Усього                 | Усього                 | Усього                 | 45        | 2         |                    | 10                 | 2                  |                      | 4                    | 0                    |            | -          | -          | 59     | 4      |

## Титули і досягнення
- Володар Суперкубка Румунії (1):

«Сепсі»: 2022
- Володар Кубка Румунії (1):

«Сепсі»: 2022-23